# Achyronia pedunculata
Achyronia pedunculata là một loài thực vật có hoa trong họ Đậu. Loài này được (L'Hér.) Kuntze mô tả khoa học đầu tiên năm 1891.